# Ninia schmidti
Ninia schmidti (кавова змія Шмідта) — вид змій родини полозових (Colubridae). Ендемік Еквадору.

## Поширення і екологія
Кавові змії Шмідта мешкають на заході Еквадору. Вони живуть у вологих тропічних лісах.